# Sabethes identicus
Sabethes identicus är en tvåvingeart som beskrevs av Dyar och Frederick Knab 1907. Sabethes identicus ingår i släktet Sabethes och familjen stickmyggor. Inga underarter finns listade i Catalogue of Life.